# Discipline (Janet Jackson)
Discipline är den amerikanska R&B-sångerskan Janet Jacksons tionde album. Det släpptes den 26 februari 2008 på de flesta ställen i världen, däribland Sverige.

## Låtlista
1. "I.D." (Interlude) (Dernst Emile, Jerkins) – 0:47
2. "Feedback " (LaShawn Daniels, Emile, Jerkins, Tasleema Yasin) – 3:38
3. "LUV" (Daniels, Emile, Jerkins, Yasin) – 3:09
4. "Spinnin" (Interlude) – 0:07
5. "Rollercoaster" (Jerkins, Terry 'The Maddscientist' Thomas, Timothy Thomas) – 3:50
6. "Bathroom Break" (Interlude) – 0:40
7. "Rock with U" (Jermaine Dupri, Shaffer Smith) – 3:51
8. "2nite" (Mikkel S. Eriksen, Tor Erik Hermansen, Phillip "Taj" Jackson) – 4:08
9. "Can't B Good" (David DoRohn Gough, Smith) – 4:13
10. "4 Words" (Interlude) (Janet Jackson, Jerkins) – 0:10
11. "Never Letchu Go" (Johnta Austin, Dupri, Manuel Seal) – 4:07
12. "Truth or Dare" (Interlude) (Daniels, Emile, Jerkins, Delisha Thomas) – 0:24
13. "Greatest X" (Terius Nash, Christopher Stewart) – 4:22
14. "Good Morning Janet" (Interlude) - 0:43
15. "So Much Betta" (Dupri, Crystal Johnson, Seal) – 2:52
16. "Play Selection" (Interlude) – 0:17
17. "The 1" featuring Missy Elliott (Dupri, Missy Elliott, Johnson, Seal) – 3:40
18. "What's Ur Name" (Dupri, Johnson, Seal) – 2:33
19. "The Meaning" (Interlude) (Daniels, Emile, Jerkins, D. Thomas) – 1:16
20. "Discipline" (Smith, Shea Taylor) - 5:00
21. "Back" (Interlude) – 0:18
22. "Curtains" (Daniels, Dawson, Antonio Dixon, Jerkins) – 3:50
23. "Let Me Know" (Smith) (UK, Japan, Korea & Itunes bonus track) - 3:48
24. "Feedback" (Ralphi Rosario Electroshok Radio Mix) (Japan and UK Itunes bonus track) - 3:47
25. "Feedback" (Moto Blanco Radio Edit) (Australia and European Itunes bonus track) - 3:56

## Singlar
Feedback släpptes den 12 december 2007 på olika stationer över världen. I Sverige har den placerat sig på plats 42.